# 星盤號島

星盤號島（法語：Île de l'Astrolabe）是南極洲的島嶼，位於格雷厄姆地的特里尼蒂半島，處於杜科爾普斯角西北面23公里的布蘭斯菲爾德海峽，長5公里，由法國探險隊發現，以法国探险船星盤號命名，現時由南極條約體系管理。